# Бизияремье, Джозеф
Джозеф Бизияремье (фр. Joseph Biziyaremye, род. 1 января 1988) — руандийский шоссейный велогонщик.

## Карьера
Несколько раз принимал участие в чемпионате Африки.
В период с 2011 по 2016 год в рамках Африканского тура UCI стартовал на Туре Руанды, Туре Квита Изины, Туре Эритреи, Тропикале Амисса Бонго, Туре Марокко, Гран-при Шанталь Бийя, Туре Кот-д’Ивуара, Туре Египта, Туре Константина, Туре Сетифа, Туре Блиды, Туре Алжира, Туре Аннабы, Туре Орана. А в рамках Американского тура UCI стартовал на Тур ду Рио.
В 2015 году летом стал чемпионом Руанды в групповой гонке. А затем в начале осени принял участие в Африканских играх 2015, проходивших в Браззавиле (Республика Конго). На них выступил в групповой гонке по итогам которой занял 16-е место, уступив 30 секунд её победителю и своему соотечественнику Жанвье Хади. 

## Достижения
2011
8-й этап на Тур Руанды
2012
Тур Квита Изины
3-й в генеральной классификации
3-й этап
2013
6-й этап на Тур ДР Конго
2014
5-й этап на Тур Руанды
2015
 Чемпион Руанды — групповая гонка
2016
3-й на Чемпионат Руанды — групповая гонка

## Рейтинги
| Год                 | 2012 | 2013  | 2014 | 2015 | 2016   | 2017   |
| ------------------- | ---- | ----- | ---- | ---- | ------ | ------ |
| Мировой рейтинг UCI |      |       |      |      | 1403-й | 2593-й |
| Африканский тур UCI | 41-й | 202-й | 81-й | 45-й | 90-й   | 231-й  |
|                     |      |       |      |      |        |        |
| Источник: UCI       |      |       |      |      |        |        |